# Алтайский театр музыкальной комедии

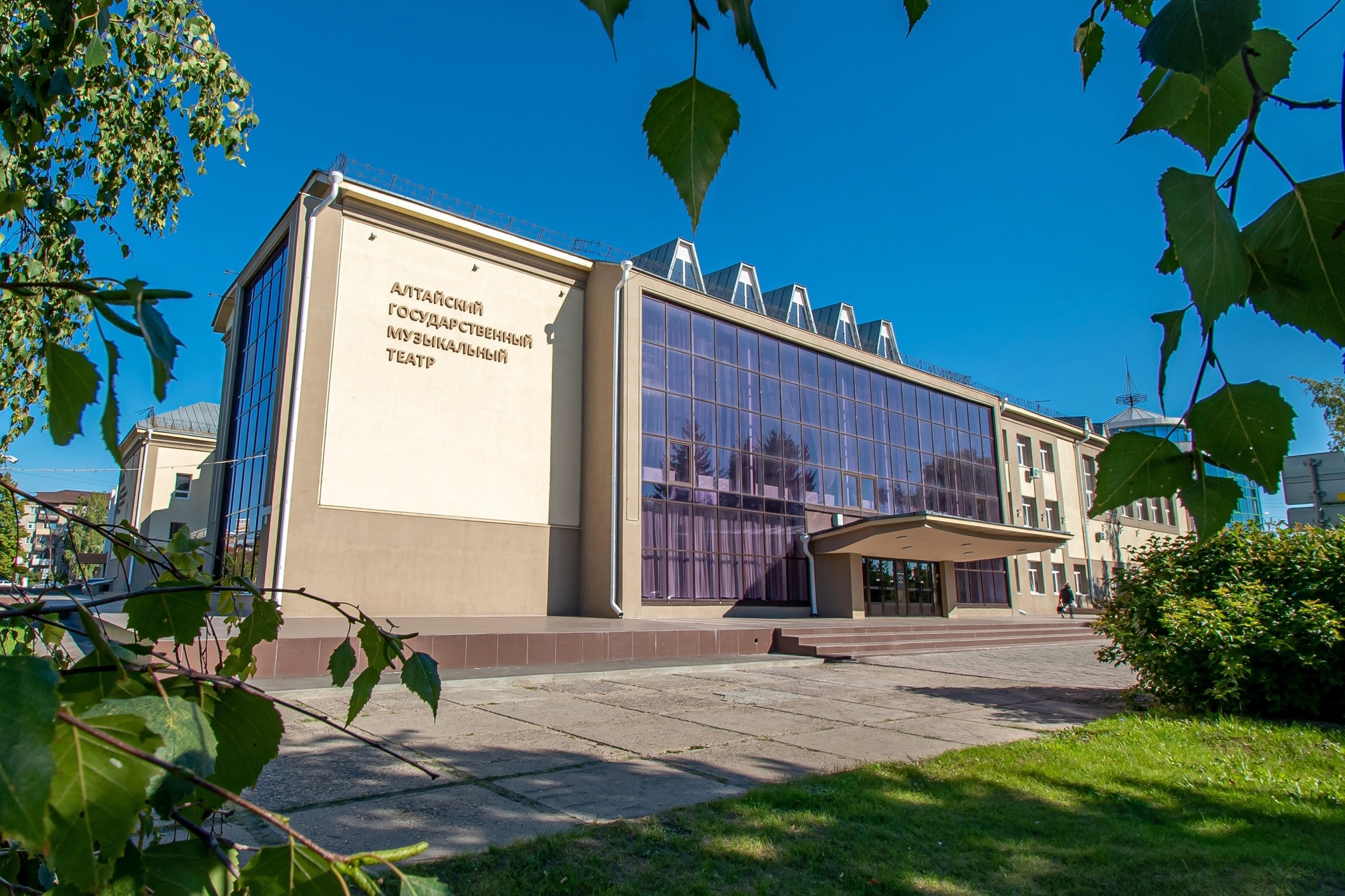
Алтайский государственный музыкальный театр

Алтайский государственный музыкальный театр — театр в Барнауле и Алтайском крае.

## История
Театр организован в 1960 году в Бийске из ансамбля оперетты Горно-Алтайска и Бийского драматического театра. Основной курс был взят на оперетту и музыкальную комедию.
В 1964 году театр переехал в Барнаул, получив статус краевого театра музыкальной комедии. Первый сезон на новом месте был начат опереттой Б. Мокроусова «Роза ветров».
В 1968—1977 годах работой театра руководила режиссёр И. А. Дубницкая, при которой были расширены рамки жанра музыкальной комедии, а основой репертуара стала советская оперетта героико-романтической направленности: «Четверо с улицы Жанны», «Москва-Париж», «Пусть гитара играет». Кроме того, на сцене появляются балетные постановки «Корсар», «Эсмеральда», «Приключения Чиполлино».
В 1972 году театр музкомедии переехал в новое здание на Комсомольском проспекте Барнаула.
В 1977—1991 годах ставятся опера «Травиата», рок-опера «Юнона и Авось», оперетта «Летучая мышь». После распада СССР на сцене появляются «Иисус Христос — суперзвезда», «Баядера», «Жизнь в розовом свете».
В разные годы театр выезжал на гастроли во многие города страны, а также в Польшу, Афганистан, Монголию.
В 2018 году театр был переименован в Алтайский государственный музыкальный театр.

## Проекты театра
Помимо основной деятельности в театре музыкальной комедии реализуются следующие театральные проекты:
- «Хорошо забытое…» — проект, который даёт возможность зрителям проголосовать за полюбившийся когда-то спектакль, предложенный театром к восстановлению, и ещё раз увидеть его на сцене.
- «Легендарная классика» — совместный театральный проект, который предполагает участие солистов знаменитых театров России в постановке классических произведений на сцене театра.
- «Люди театра» — проект, рассказывающий о людях, которые работают за кулисами театра.
- «Оркестр» — образовательный проект, рассказывающий об инструментах оркестра.
- «Лекторий» –– цикл лекций-концертов по истории музыки
- «Театральная гостиная» –– тематические встречи со зрителями в непринужденной атмосфере

### Театральный фестиваль курсовых и дипломных работ «ШАГ»
Алтайский государственный театр музыкальной комедии выступает инициатором и организатором фестиваля «ШАГ» — своеобразной творческой площадки по обмену опытом в области театрального искусства, дающей старт развитию и укреплению связей между представителями различных театральных вузов и театров. Участие в фестивале представителей городов Сибирского федерального округа (Новосибирск, Барнаул, Красноярск), а также студентов ГИТИСа (г. Москва) позволило придать фестивалю «ШАГ» статус всероссийского мероприятия. В 2013 году для проведения фестиваля театр получил грант губернатора Алтайского края в сфере культуры.
В 2019 году фестиваль отметил юбилей — 5-летие. В юбилейную программу фестиваля вошли 11 разножанровых спектаклей. Основную программу фестиваля открыли студенты ГИТИСа с мюзиклом «Том Сойер». Студенты Пермского института культуры привезли музыкальную комедию «Ханума», а студенты Иркутского театрального училища показали мюзикл «Госпожа министерша».

## Примечание
1. ↑  V театральный фестиваль курсовых и дипломных работ "ШАГ" пройдёт в Барнауле / Культура / Новости / Информационное агентство Атмосфера новости Алтайского края, новости Барнаула. www.asfera.info. Дата обращения: 11 февраля 2020. Архивировано 23 февраля 2020 года.
2. ↑  11 разножанровых спектаклей представят участники театрального фестиваля «Шаг» в Барнауле. culture22.ru. Дата обращения: 11 февраля 2020. Архивировано 27 ноября 2020 года.